# Фонтанини, Роберто
Роберто Фонтанини (итал. Roberto Fontanini; род. 29 мая 1962, Вимодроне, Ломбардия) — итальянский футболист, защитник. Играл за «Монцу» и юношескую сборную Италии (до 20 лет).

## Клубная карьера
Родился 29 мая 1962 года в городе Вимодроне. Воспитанник футбольной школы клуба «Интернационале», в академии играл в одной команде с Джузеппе Бергоми. С 1980 года начал привлекаться в основной состав миланского клуба, однако в официальных играх за неё так и не дебютировал.
Большую часть карьеры провел в составе «Монцы», в основном выступавшей в Серии B, цвета которой защищал в течение 1981—1990 годов. Сыграл за неё 233 матча и забил 3 гола. Считается одним из лучших футболистов в истории клуба.
Последним клубом Фонтанини стал «Варезе». После завершения карьеры он стал работать финансовым промоутером.

## Карьера в сборной
В 1981 году защищал цвета юношеской сборной Италии (до 20 лет), в составе которой был участником молодёжного первенства мира, где принял участие во всех трех играх, но итальянцы в итоге не смогли преодолеть групповой этап.

## Достижения
- Победитель Кубка Серии C[итал.]: 1987/1988[итал.]